# Братунац (община)
Община Братунац (на сръбски: Општина Братунац) е разположена в Република Сръбска, част от Босна и Херцеговина. Неин административен център е град Братунац. Общата площ на общината е 293 км2. Населението ѝ през 2004 година е 23 006 души.